# Platysticta
Platysticta is een geslacht van libellen (Odonata) uit de familie van de Platystictidae.

## Soorten
Platysticta omvat 4 soorten:
- Platysticta apicalis Kirby, 1893
- Platysticta maculata Hagen in Selys, 1860
- Platysticta secreta Bedjanic & van Tol, 2016
- Platysticta serendibica Bedjanic & van Tol, 2016